# Batatais
Batatais és un municipi de l'estat brasiler de São Paulo. L'any 2020 tenia 62.980 habitants. L'assentament esdevingué vila i municipi independent el 14 de març de 1839, quan fou separat de França. Es va convertir en ciutat el 1875. Washington Luís, president del Brasil cap al 1929, va ser l'alcalde de la ciutat el 1899.
La ciutat té una superfície de 850 km². La cota és de 862 m. La ciutat es troba al cinturó de canya de sucre del Brasil.